# Aleksandar Andrejević
Aleksandar Andrejević (srbskou cyrilicí Александар Андрејевић; * 28. března 1992, Mladenovac, Jugoslávie) je srbský fotbalový obránce, od března 2023 hrající za čínský klub Qingdao Hainiu.